# Elek Ákos
Elek Ákos (Ózd, 1988. július 21. –) magyar válogatott labdarúgó középpályás. Kétszeres Magyar ligakupagyőztes és egyszeres magyar bajnok, kétszeres kazak kupagyőztes.

## Pályafutása

### Klubcsapatokban

#### Kazincbarcika
Tízévesen került Barcikára, Béres Csaba figyelt fel rá, ő lett az edzője és a tanára is. 2000-től végigjárta a szamárlétrát, itt vált NB II-es játékossá.
2005-ben kezdte profi pályafutását, a másodosztályú Kazincbarcikai SC színeiben. Első szezonjában hét mérkőzésen lépett pályára, és egy gólt szerzett. Egyetlen gólját, a Makónak lőtte, 2006. május 28-án. A 2005/06-os szezon végén a nyolcadik helyen végzett a csapatával.
A következő szezonban már több mérkőzésen lépett pályára. Edzője tizennégy mérkőzésen szavazott neki bizalmat. Viszont gólt, így sem sikerült elérnie. Csapatával négy helyet rontva az előző évi helyezésükhöz képest, a tizenkettedik helyen végeztek, az NB II Keleti csoportjában.
Következett a 2007/08-as szezon ami Elek egyik legjobb szezonja volt. Huszonhat mérkőzésen lépett pályára, és ebből tizenkilenc meccset végig játszott. Szereplései mellé hét gól is társult. Első gólját a Kazincbarcika színeiben 2007. augusztus 18-án szerezte a Ferencváros ellen. Később betalált az Orosháza, a Jászberény, és a Kecskemét ellen is, valamint duplázott a Tuzsér ellen. A bajnokság végén a hetedik helyen végeztek, de ő eligazolt Székesfehérvárra.

#### Videoton
2008 nyarán igazolta le az FC Fehérvár. A 2008/09-es szezonban tizenegy mérkőzésen lépett pályára. Debütáló mérkőzése az első osztályban, 2008. július 26-án volt a Siófok ellen, idegenben. Az őszi szezonban csak ezen az egy mérkőzésen lépett pályára, de a tavaszi szezonban már többször játszhatott. Végül a bajnokságban nem sikerült gólt szereznie az új csapata színeiben, azonban csapatuk felfedezettjének tartották. A Vidi a hatodik helyen végzett.
Következett a 2009/10-es szezon. Az ősz során tizennégy mérkőzésen lépett pályára. Megszerezte az első gólját, és rögtön a másodikat is, mert duplázott 2009. július 25-én a nyitófordulóban a Kecskemét vendégeként. 2009 novemberében három évvel meghosszabbította szerződését, 2013-ig kötelezte el magát a Videotonhoz.

#### Eskisehirspor
2012 januárjában a török Eskişehirspor-nál vett részt orvosi vizsgálaton, amin átment és félévre kölcsönbe került a Videoton FC-től. Sokan féltették a Törökországba igazolástól, mivel a török liga addig nem sok jót hozott a magyaroknak. Január 25-én debütált a Trabzonspor vendégeként; a mérkőzés 70. percében váltotta Rodrigo Tellót, a mérkőzést a Trabzonspor nyerte 4-1-re.

#### Diósgyőri VTK
2012 júliusában megállapodott egymással a Videoton és a Diósgyőr Elek átigazolásával kapcsolatban, így a 2012-es szezont már a miskolci csapatban kezdi meg. Hamar a csapat vezérévé, csapatkapitányává vált. Vezérletével a DVTK a 2013/14-es szezonban olyan sikereket ért el, mint a Magyar Ligakupa győzelem, Magyar Kupa 2. hely, és Magyar Bajnoki 5. helyezés.

#### Csangcsun Jataj
2014 januárjában 2 éves szerződést kötött a kínai első osztályban szereplő  Csangcsun Jataj FC csapatával. Beilleszkedése nem tartott sokáig, és május 3-án első gólját is megszerezte a Tiencsin Teda ellen vívott 1-1 döntetlen alkalmával. A bajnokság utolsó fordulójában a mérkőzés hosszabbításában szerezte második gólját, ollózással.

#### Kajrat Almati
2017. március 5-én a Diósgyőri VTK hivatalos honlapján jelentette be, hogy Elek a kazak Kajrat Almati csapatához szerződött. Két nap múlva sikeres orvosi vizsgálaton vett részt, majd aláírta kettő plusz egy évre szóló szerződését. Első mérkőzését a bajnokság második fordulójában játszotta, csereként fél órát töltött a pályán. A következő körben már kezdőként végigjátszotta a Taraz FK elleni gól nélküli döntetlenre végződő bajnokit. Október 14-én végigjátszotta a kupadöntőt, melyet csapata 1–0-ra megnyert az Atirau FK ellen. A 2017-es és a 2018-as idényben a kazak bajnokság ezüstérmes csapatának a tagja.

#### Újra a Videotonban
2019 januárjában szabadon igazolható játékosként ingyen szerződött a MOL Vidi FC-hez.
2019-ben és 2020-ban a bajnoki ezüstérmes csapat tagja, összesen 49 mérkőzésen 2 gólt szerzett (ebből 35 bajnoki mérkőzésen 1 gólt lőtt). 2020. július 1-től a MOL Fehérvár II. csapatában játszott az NB III Nyugati csoportjában.
2022 nyarán befejezte labdarúgó pályafutását.

### A válogatottban

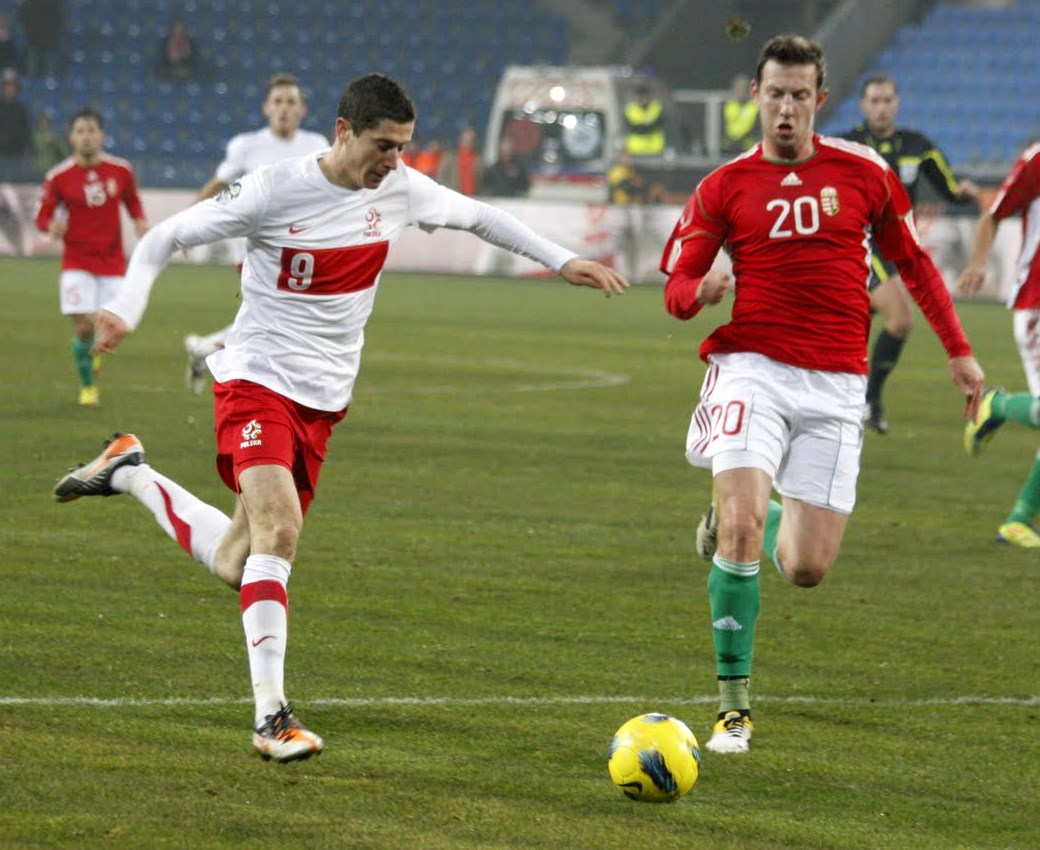
Robert Lewandowski és Elek Ákos 2011. november 15-én a Lengyelország–Magyarország barátságos mérkőzésen

A nagy kiugrást a 2009–2010-es szezon hozta számára, alapemberré vált a Videoton első csapatában és tagja lett az Egervári Sándor irányította olimpiai válogatottnak is. Elek 2009. november 13-án mutatkozott be az U21-es válogatottban. Az olaszok elleni meccset végigjátszotta. 2010. Hamarosan valósággá vált dr. Mezey György jóslata:Elek Ákos bemutatkozott az A-válogatottban is. május 25-én meghívót kapott a felnőtt válogatottba, a Németország elleni mérkőzés előtt.
A premiert 2010. június 5-én, a Hollandia elleni mérkőzés jelentette, majd sorra jöttek a neves ellenfelek: Anglia, Svédország, Finnország. Utóbbin, a finnek elleni Eb-selejtezőn a 92. percben nagy vágta végén adott gólpasszt Dzsudzsáknak – ezzel, nem csak a válogatott nyert, de Elek Ákost is „elfogadta” a szurkolótábor. A 2010–2011-es bajnoki év végéig, összesen 11 válogatott meccsen lépett pályára.
2011 nyarán az Izland elleni barátságos meccsen szerezte első gólját a válogatottban. A következő években is meghatározó tagja maradt a nemzeti csapatnak, részt vett a 2016-os labdarúgó-Európa-bajnokságon is.

### Sportvezetőként
2022 júliusában bejelentették, hogy a Pécsi MFC-nél szakmai tanácsadóként számítanak rá.

## Sikerei, díjai

### Klubcsapatokkal
Videoton FC
- Magyar bajnok: 2011
- Magyar bajnoki ezüstérmes: 2010, 2019, 2020
- Magyar kupagyőztes: 2018-19
- Magyar Kupa ezüstérmes: 2011
- Magyar Ligakupa győztes: 2008–09

 Diósgyőri VTK
- Magyar Ligakupa győztes: 2013–14
- Magyar Kupa ezüstérmes: 2014

 Kajrat Almati
- Kazak kupagyőztes: 2017, 2018[17]
- Kazak bajnoki ezüstérmes: 2017, 2018
- Kazak szuperkupa ezüstérmes: 2018[18]

### A válogatottal
- Magyarország:
  - Európa-bajnokság-nyolcaddöntő : 2016

### Egyéni
- Kazincbarcika Város Képviselő-testületének Elismerő Plakett kitüntető díja (2019)[19]
- Elek Ákos Utánpótlás Központnak nevezték el a Sajóvölgye Focisuli putnoki bázisát. (2017)[20]

## Magánélete
2012 nyarán feleségül vette gyerekkori szerelmét. Azóta három kislány édesapja. Mira 2012 novemberében,  Molli 2015 februárjában és Méda 2021 áprilisában látta meg a napvilágot.

## Statisztika

### Klubcsapatokban
2020. június 20-án frissítve.
| Klub             | Szezon           | Bajnokság | Bajnokság | Kupa     | Kupa | Ligakupa | Ligakupa | Nemzetközi | Nemzetközi | Egyéb    | Egyéb | Összesen | Összesen |
| Klub             | Szezon           | Mérkőzés  | Gól       | Mérkőzés | Gól  | Mérkőzés | Gól      | Mérkőzés   | Gól        | Mérkőzés | Gól   | Mérkőzés | Gól      |
| ---------------- | ---------------- | --------- | --------- | -------- | ---- | -------- | -------- | ---------- | ---------- | -------- | ----- | -------- | -------- |
| Videoton         | 2008–09          | 11        | 0         | 0        | 0    | -        | -        | -          | -          | -        | -     | 11       | 0        |
| Videoton         | 2009–10          | 28        | 5         | 2        | 0    | -        | -        | -          | -          | -        | -     | 30       | 5        |
| Videoton         | 2010–2011        | 26        | 4         | 3        | 1    | 2        | 0        | 2          | 0          | 1        | 0     | 34       | 5        |
| Videoton         | 2011–2012        | 13        | 1         | 1        | 0    | 1        | 0        | 2          | 1          | -        | -     | 17       | 2        |
| Videoton         | Összesen         | 78        | 10        | 6        | 1    | 3        | 0        | 4          | 1          | 1        | 0     | 92       | 12       |
| Eskişehirspor    | 2011–2012        | 3         | 0         | 0        | 0    | -        | -        | -          | -          | -        | -     | 3        | 0        |
| Eskişehirspor    | Összesen         | 3         | 0         | 0        | 0    | 0        | 0        | 0          | 0          | 0        | 0     | 3        | 0        |
| Diósgyőr         | 2012–2013        | 27        | 1         | 2        | 0    | 0        | 0        | -          | -          | -        | -     | 29       | 1        |
| Diósgyőr         | 2013–2014        | 25        | 3         | 8        | 1    | 2        | 0        | -          | -          | -        | -     | 35       | 4        |
| Diósgyőr         | 2014–2015        | 15        | 1         | 1        | 0    | 1        | 0        | 5          | 1          | -        | -     | 22       | 2        |
| Diósgyőr         | Összesen         | 67        | 5         | 11       | 1    | 3        | 0        | 5          | 1          | 0        | 0     | 86       | 7        |
| Csangcsun Jataj  | 2015             | 28        | 2         | 0        | 0    | -        | -        | -          | -          | -        | -     | 28       | 2        |
| Csangcsun Jataj  | Összesen         | 28        | 2         | 0        | 0    | 0        | 0        | 0          | 0          | 0        | 0     | 28       | 2        |
| Diósgyőr         | 2015–2016        | 11        | 4         | 0        | 0    | -        | -        | -          | -          | -        | -     | 11       | 4        |
| Diósgyőr         | 2016–2017        | 18        | 1         | 2        | 0    | -        | -        | -          | -          | -        | -     | 20       | 1        |
| Diósgyőr         | Összesen         | 29        | 5         | 2        | 0    | 0        | 0        | 0          | 0          | 0        | 0     | 31       | 5        |
| Kajrat Almati    | 2017             | 28        | 0         | 3        | 0    | -        | -        | 4          | 0          | 0        | 0     | 35       | 0        |
| Kajrat Almati    | 2018             | 22        | 1         | 0        | 0    | -        | -        | 5          | 0          | 1        | 0     | 28       | 1        |
| Kajrat Almati    | Összesen         | 50        | 1         | 3        | 0    | 0        | 0        | 9          | 0          | 1        | 0     | 63       | 1        |
| Fehérvár         | 2018–2019        | 12        | 0         | 4        | 1    | -        | -        | 0          | 0          | 0        | 0     | 16       | 1        |
| Fehérvár         | 2019–2020        | 23        | 1         | 6        | 0    | -        | -        | 4          | 0          | 0        | 0     | 33       | 1        |
| Fehérvár         | Összesen         | 35        | 1         | 10       | 1    | 0        | 0        | 4          | 0          | 0        | 0     | 49       | 2        |
| Karrier összesen | Karrier összesen | 290       | 24        | 32       | 3    | 6        | 0        | 22         | 2          | 2        | 0     | 352      | 29       |

### A válogatottban
| Magyarország | Magyarország | Magyarország |
| Év           | Mérkőzések   | Gólok        |
| ------------ | ------------ | ------------ |
| 2010         | 7            | 0            |
| 2011         | 10           | 1            |
| 2012         | 6            | 0            |
| 2013         | 5            | 0            |
| 2014         | 3            | 0            |
| 2015         | 6            | 0            |
| 2016         | 5            | 0            |
| 2017         | 3            | 0            |
| 2018         | 3            | 0            |
| Összesen     | 48           | 1            |

### Mérkőzései a válogatottban
| Magyarország | Magyarország         | Magyarország                          | Magyarország     | Magyarország | Magyarország  | Magyarország    | Magyarország | Magyarország    |
| #            | Dátum                | Helyszín                              | Hazai            | Eredmény     | Vendég        | Kiírás          | Gólok        | Esemény         |
| ------------ | -------------------- | ------------------------------------- | ---------------- | ------------ | ------------- | --------------- | ------------ | --------------- |
| 1.           | 2010. június 5.      | Amszterdam, Amsterdam ArenA           | Hollandia        | 6 – 1        | Magyarország  | barátságos      | -            | 58'             |
| 2.           | 2010. augusztus 11.  | London, Wembley Stadion               | Anglia           | 2 – 1        | Magyarország  | barátságos      | -            | 60'             |
| 3.           | 2010. szeptember 3.  | Stockholm, Råsunda Stadion            | Svédország       | 2 – 0        | Magyarország  | Eb-selejtező    | -            | 60'             |
| 4.           | 2010. szeptember 7.  | Budapest, Szusza Ferenc Stadion       | Magyarország     | 2 – 1        | Moldova       | Eb-selejtező    | -            |                 |
| 5.           | 2010. október 8.     | Budapest, Puskás Ferenc Stadion       | Magyarország     | 8 – 0        | San Marino    | Eb-selejtező    | -            | 64'             |
| 6.           | 2010. október 12.    | Helsinki, Olimpiai Stadion            | Finnország       | 1 – 2        | Magyarország  | Eb-selejtező    | -            | 88'             |
| 7.           | 2010. november 17.   | Székesfehérvár, Sóstói Stadion        | Magyarország     | 2 – 0        | Litvánia      | barátságos      | -            | 34' 46'         |
| 8.           | 2011. február 9.     | Dubaj, al-Sabab Stadion (UAE)         | Azerbajdzsán     | 0 – 2        | Magyarország  | barátságos      | -            | 84'             |
| 9.           | 2011. március 25.    | Budapest, Puskás Ferenc Stadion       | Magyarország     | 0 – 4        | Hollandia     | Eb-selejtező    | -            | 59' 79'         |
| 10.          | 2011. június 3.      | Luxembourg, Stade Josy Barthel        | Luxemburg        | 0 – 1        | Magyarország  | barátságos      | -            | 46'             |
| 11.          | 2011. június 7.      | Serravalle, Olimpiai Stadion          | San Marino       | 0 – 3        | Magyarország  | Eb-selejtező    | -            |                 |
| 12.          | 2011. augusztus 10.  | Budapest, Puskás Ferenc Stadion       | Magyarország     | 4 – 0        | Izland        | barátságos      | 1            | 88'             |
| 13.          | 2011. szeptember 2.  | Budapest, Puskás Ferenc Stadion       | Magyarország     | 2 – 1        | Svédország    | Eb-selejtező    | -            |                 |
| 14.          | 2011. szeptember 6.  | Chișinău, Zimbru Stadion              | Moldova          | 0 – 2        | Magyarország  | Eb-selejtező    | -            |                 |
| 15.          | 2011. október 11.    | Budapest, Puskás Ferenc Stadion       | Magyarország     | 0 – 0        | Finnország    | Eb-selejtező    | -            |                 |
| 16.          | 2011. november 11.   | Budapest, Puskás Ferenc Stadion       | Magyarország     | 5 – 0        | Liechtenstein | barátságos      | -            | 63'             |
| 17.          | 2011. november 15.   | Poznań, Városi Stadion                | Lengyelország    | 2 – 1        | Magyarország  | barátságos      | -            | a szünetben     |
| 18.          | 2012. február 29.    | Győr, ETO Park                        | Magyarország     | 1 – 1        | Bulgária      | barátságos      | -            | a szünetben     |
| 19.          | 2012. szeptember 7.  | Andorra la Vella, Estadi Comunal      | Andorra          | 0 – 5        | Magyarország  | vb-selejtező    | -            | 75'             |
| 20.          | 2012. szeptember 11. | Budapest, Puskás Ferenc Stadion       | Magyarország     | 1 – 4        | Hollandia     | vb-selejtező    | -            | 61'             |
| 21.          | 2012. október 12.    | Tallinn, A. Le Coq Aréna              | Észtország       | 0 – 1        | Magyarország  | vb-selejtező    | -            | 62'             |
| 22.          | 2012. október 16.    | Budapest, Puskás Ferenc Stadion       | Magyarország     | 3 – 1        | Törökország   | vb-selejtező    | -            | 17' a szünetben |
| 23.          | 2012. november 14.   | Budapest, Puskás Ferenc Stadion       | Magyarország     | 0 – 2        | Norvégia      | barátságos      | -            | 59'             |
| 24.          | 2013. február 6.     | Belek, Bellis Sports Center (TUR)     | Fehéroroszország | 1 – 1        | Magyarország  | barátságos      | -            | a szünetben 49' |
| 25.          | 2013. március 26.    | Isztambul, Şükrü Saracoğlu Stadion    | Törökország      | 1 – 1        | Magyarország  | vb-selejtező    | -            | 78'             |
| 26.          | 2013. szeptember 10. | Budapest, Puskás Ferenc Stadion       | Magyarország     | 5 – 1        | Észtország    | vb-selejtező    | -            | 76'             |
| 27.          | 2013. október 11.    | Amszterdam, Amsterdam ArenA           | Hollandia        | 8 – 1        | Magyarország  | vb-selejtező    | -            | a szünetben     |
| 28.          | 2013. október 15.    | Budapest, Puskás Ferenc Stadion       | Magyarország     | 2 – 0        | Andorra       | vb-selejtező    | -            |                 |
| 29.          | 2014. március 5.     | Győr, ETO Park                        | Magyarország     | 1 – 2        | Finnország    | barátságos      | -            | 55'             |
| 30.          | 2014. október 11.    | Bukarest, Nemzeti Stadion             | Románia          | 1 – 1        | Magyarország  | Eb-selejtező    | -            | 75'             |
| 31.          | 2014. november 14.   | Budapest, Groupama Aréna              | Magyarország     | 1 – 0        | Finnország    | Eb-selejtező    | -            |                 |
| 32.          | 2015. március 29.    | Budapest, Groupama Aréna              | Magyarország     | 0 – 0        | Görögország   | Eb-selejtező    | -            | 55' 70'         |
| 33.          | 2015. szeptember 4.  | Budapest, Groupama Aréna              | Magyarország     | 0 – 0        | Románia       | Eb-selejtező    | -            |                 |
| 34.          | 2015. szeptember 7.  | Belfast, Windsor Park                 | Észak-Írország   | 1 – 1        | Magyarország  | Eb-selejtező    | -            | 22'             |
| 35.          | 2015. október 11.    | Pireusz, Karaiszkákisz Stadion        | Görögország      | 4 – 3        | Magyarország  | Eb-selejtező    | -            | 42'             |
| 36.          | 2015. november 12.   | Oslo, Ullevaal Stadion                | Norvégia         | 0 – 1        | Magyarország  | Eb-selejtező    | -            |                 |
| 37.          | 2015. november 15.   | Budapest, Groupama Aréna              | Magyarország     | 2 – 1        | Norvégia      | Eb-selejtező    | -            | a szünetben     |
| 38.          | 2016. március 26.    | Budapest, Groupama Aréna              | Magyarország     | 1 – 1        | Horvátország  | barátságos      | -            | a szünetben     |
| 39.          | 2016. június 22.     | Lyon, Stade des Lumières (FRA)        | Magyarország     | 3 – 3        | Portugália    | Eb-csoportkör   | -            |                 |
| 40.          | 2016. június 26.     | Toulouse, Stadium de Toulouse (FRA)   | Magyarország     | 0 – 4        | Belgium       | Eb-nyolcaddöntő | -            | a szünetben 61' |
| 41.          | 2016. szeptember 6.  | Tórshavn, Tórsvøllur Stadion          | Feröer           | 0 – 0        | Magyarország  | vb-selejtező    | -            |                 |
| 42.          | 2016. november 15.   | Budapest, Groupama Aréna              | Magyarország     | 0 – 2        | Svédország    | barátságos      | -            |                 |
| 43.          | 2017. augusztus 31.  | Budapest, Groupama Aréna              | Magyarország     | 3 – 1        | Lettország    | vb-selejtező    | -            | 74'             |
| 44.          | 2017. szeptember 3.  | Budapest, Groupama Aréna              | Magyarország     | 0 – 1        | Portugália    | vb-selejtező    | -            | 45+2' 67'       |
| 45.          | 2017. október 7.     | Bázel, St. Jakob-Park                 | Svájc            | 5 – 2        | Magyarország  | vb-selejtező    | -            | 44' 56'         |
| 46.          | 2018. március 23.    | Budapest, Groupama Aréna              | Magyarország     | 2 – 3        | Kazahsztán    | barátságos      | -            | 68'             |
| 47.          | 2018. március 27.    | Budapest, Groupama Aréna              | Magyarország     | 0 – 1        | Skócia        | barátságos      | -            | a szünetben     |
| 48.          | 2018. június 6.      | Breszt, Regionaler Sportkomplex Brest | Fehéroroszország | 1 – 1        | Magyarország  | barátságos      | -            | 70'             |
|              | Összesen             |                                       |                  | 48           | mérkőzés      |                 | 1            | gól             |